# Alton (Illinois)
Alton es una ciudad ubicada en el condado de Madison en el estado estadounidense de Illinois. En el año 2010 tenía una población de 27.865 habitantes y una densidad poblacional de 753 personas por km². Se encuentra sobre la orilla izquierda del río Misisipi —que la separa de Misuri—, pocos kilómetros al norte de San Luis.

## Demografía
Según la Oficina del Censo en 2000 los ingresos medios por hogar en la localidad eran de $31,21, y los ingresos medios por familia eran $37,91. Los hombres tenían unos ingresos medios de $33,08 frente a los $22,48 para las mujeres. La renta per cápita para la localidad era de $16,81. Alrededor del 26,8% de la población estaban por debajo del umbral de pobreza.

## Personalidades
- Miles Davis (1926-1991), trompetista y compositor de jazz.
- James Earl Ray (1928-1998), asesino de Martin Luther King, Jr.
- Phyllis Schlafly (1924-2016), activista conservadora.
- Robert Wadlow (1918-1940), el hombre más alto de la historia.